# کرزاز
کرزاز (به عربی: کرزاز) یک شهرداری در الجزایر است که در ناحیه کرزاز واقع شده‌است. کرزاز ۱۰٬۵۲۰ کیلومتر مربع مساحت و ۵٬۰۲۸ نفر جمعیت دارد و ۳۹۷ متر بالاتر از سطح دریا واقع شده‌است.